# 세계도시여행
《세계도시여행》은 대한민국의 라디오 채널 MBC 표준FM의 여행 정보 전문 라디오 프로그램이다. 2014년 11월 16일 자로 4년 만에 폐지되었다.

## 역대 방송시간
| 방송 채널  | 방송 기간                          | 방송 시간                         | 방송 분량 |
| ---------- | ---------------------------------- | --------------------------------- | --------- |
| MBC 표준FM | 2010년 10월 24일 ~ 2013년 3월 24일 | 매주 일요일 아침 6:25 ~ 아침 7:00 | 35분      |
| MBC 표준FM | 2013년 3월 31일 ~ 2013년 9월 1일   | 매주 일요일 아침 6:05 ~ 아침 6:25 | 20분      |
| MBC 표준FM | 2013년 9월 8일 ~ 2014년 11월 16일  | 매주 일요일 아침 6:05 ~ 아침 7:00 | 55분      |

## 역대 진행자
- 1대 - 배현진 : 2010년 10월 24일 ~ 2011년 4월 17일
- 2대 - 김나진 : 2011년 4월 24일 ~ 2013년 3월 24일
- 3대 - 이진 : 2013년 3월 31일 ~ 2013년 9월 1일
- 4대 - 차미연 : 2013년 9월 8일 ~ 2014년 11월 16일

## 같이 보기
관련 항목
- 여행

방송 프로그램
- 동네 한 바퀴 (KBS 1TV)
- 정해인의 걸어보고서, 한 번쯤 멈출 수 밖에 (KBS 2TV)
- 배틀트립 (KBS 예능본부 제작)
- 세계테마기행, 한국기행 (EBS 1TV)
- 정글의 법칙, 공생의 법칙, 찐친 이상 출발 딱 한 번 간다면 (SBS TV)
- 나는 자연인이다, 오지GO, 여행생활자 집시맨 (MBN)